# Collección Palau-Ribes
Die Collección Palau-Ribes (auch Fondo Palau-Ribes) ist eine Sammlung von über 2000 Papyri aus der Zeit zwischen dem 8. Jahrhundert v. Chr. und dem 10. Jahrhundert n. Chr. in griechischer, koptischer, demotischer, arabischer, hebräischer, syrischer und lateinischer Sprache. Sie befindet sich im Archivo Histórico SJ de Cataluña in Barcelona.
Die Sammlung wurde seit 1961 von José O’Callaghan für das Seminar für Papyrologie der Theologischen Fakultät der Universität Barcelona aufgebaut und befand sich zuerst im Centro Borja im nahegelegenen Sant Cugat del Vallès.
Die Ankäufe wurden finanziell ermöglicht durch dessen Schwager José Palau-Ribes Casamitjana, dessen Namen die Sammlung erhielt. Seit 1962 wurden einige Papyri in der Zeitschrift Studia Papirologica beschrieben.
1983 wurde das Seminario de Papirologia aufgelöst, nachdem die Theologische Fakultät an die Universidad de Cataluña verlegt wurde.
José O’Callaghan und einige Mitarbeiter betreuten die Sammlung weiter. Nach dem Tod von José O’Callaghan im Jahre 2001 wurde die Sammlung in das Historische Archiv der Jesuiten von Katalonien gebracht.

## Publikationen
- Christian Sturtewagen: The Funerary Papyrus: Palau Rib. Inv. 450 (= Estudis de papirologia i filologia bíblica. Band 1). Institut de Teologia Fonamental, Seminari de Papirologia, Barcelona 1991, ISBN 84-87843-00-X.
- José O’Callaghan: Papiros Literarios Griegos del Fondo Palau-Ribes (= Estudis de papirologia i filologia bíblica. Band 3). Institut de Teologia Fonamental, Barcelona 1993, ISBN 84-87843-02-6.
- Sergio Daris: Papiri documentari greci del fondo Palau-Ribes (P. Palau Rib.) (= Estudis de papirologia i filologia bíblica. Band 4). Institut de Teologia Fonamental, Seminari de Papirologia, Barcelona 1995, ISBN 84-87843-03-4.